# Pauwa Sartap
Pauwa Sartap – gaun wikas samiti we wschodniej części Nepalu w strefie Meći w dystrykcie Panchthar. Według nepalskiego spisu powszechnego z 2001 roku liczył on 801 gospodarstw domowych i 4322 mieszkańców (2239 kobiet i 2083 mężczyzn).